# Pellionia pellucida
Pellionia pellucida là loài thực vật có hoa trong họ Tầm ma. Loài này được (Raf.) Merr. mô tả khoa học đầu tiên năm 1948.